# 鬼龍光一シリーズ
『鬼龍光一シリーズ』（きりゅうこういちシリーズ）は、今野敏による日本の伝奇小説のシリーズ。「亡者祓い」である主人公の鬼龍光一と亡者たちの戦いを描く。

## 概要
シリーズの原点となる『鬼龍』は1994年にカドカワノベルスとして発売され、後に中公文庫および角川文庫から文庫化された。のちにシリーズ化され、実質的な続編となる『陰陽祓い』および『憑物祓い』が出版されており、改題のうえ文庫化されている。
『鬼龍』は今野敏の67作目の著作にあたる。日本人シュメール起源説やゾロアスター教などを取り込むとともに、陰陽思想をテーマとしている点に特徴がある。

## あらすじ

### 鬼龍
安アパートでさえない生活を送る青年、鬼龍浩一。その正体は鬼道衆の末裔である「亡者秡い」だった。ある日、依頼によってテレビ局に出向いた鬼龍が目にしたのは、楽屋裏でワンピース姿の美少女が押し倒されているところだった。男たちに胸やふとももをまさぐられ、今にも犯されそうになっていた彼女を鬼龍は救い出す。彼女はタレントの中沢美紀であり、彼女に取り憑いた亡者の影響で男たちは正気を失っていたのだった。鬼龍が亡者を祓い、テレビ局の事件はひとまず解決をみる。
鬼龍は祖父である武賢彦の命によって、今度は「小梅屋」という有名食品メーカーに出向社員として潜入することになる。その会社では亡者の影響による自殺や女子社員の妊娠があいついでいた。同僚の女子社員飯島清美の案内により、鬼龍は専務の枕崎が亡者に取り憑かれていることに気づき、彼の部屋の様子を伺うが、そのとき突然、全裸の女性が廊下に飛び出してきた。鬼龍を見て羞恥のあまり逃げ出す彼女を追いかけて、事情を聞く。彼女は枕崎の秘書である夏葉亮子であり、秘書室で枕崎に服を脱がされ、身体を弄ばれていたのだった。レイプされる寸前で逃げ出した彼女を保護した鬼龍は、枕崎専務の行きつけのクラブに行ってその動向をつかむ。そして、枕崎専務と、亡者を祓われたはずの中沢美紀の関係が明らかになる。
一方、夏葉亮子は帰宅途中に大勢の男によって拉致され、車内に監禁されていた。枕崎専務が口封じのために、男たちに彼女を輪姦させてその様子を撮影した動画で脅迫しようとしたのだ。夏葉は暴行を加えられ絶望しかけるが、間一髪のところで鬼龍によって救出される。その後、二人はホテルで一夜を明かす。
どうやら中沢美紀に取り憑いていた亡者は祓われたふりをしていただけのようだった。鬼龍は父の春彦をはじめとする鬼道衆の力を借りて中沢美紀の住所を探りだす。そして、彼女の住むマンションに乗り込むが、そこにいたのは全裸の中沢美紀と彼女を執拗に犯す枕崎専務の姿だった。そして、そこには昏睡状態の夏葉亮子もいた。鬼龍は枕崎専務と中沢美紀に取り憑いた二人の亡者に苦戦するが、夏葉の助けを借りてついに亡者を撃退することに成功する。事件は解決し、鬼龍は小梅屋を離れることとなるが、彼のもとに新たな依頼が舞い込むところで物語は終わる。

## 登場人物

### 鬼道衆
鬼龍浩一（光一）
奈良に本拠をおく鬼道衆の末裔だが、東京の安アパートで暮らす。いつかは六本木の高級マンションで生活することを夢見ているが、実現しそうにない。

鬼龍武賢彦
鬼道衆の長。浩一の祖父。浩一に手当たりしだいに女を犯して、鬼道衆の血を残すように言うなど、非道な人物。

鬼龍春彦
浩一の父。武賢彦と違って常識人で浩一の手助けをする。

### テレビ局
中沢美紀
タレント。色白で、黒髪ロングの清楚な雰囲気の美少女。有名になりたいという願望のあまり、亡者に取り憑かれてしまう。

石成
プロデューサー。普段は紳士的な人物。亡者の影響で美紀を犯そうとしてしまう。

水野
カメラマン。現在の境遇に不満をいだいており、石成のことを快く思っていない。亡者の影響で美紀を犯そうとしてしまう。中学時代には、放送室に複数の同級生の女子を連れ込んで、性的な悪戯を行っていた。

### 小梅屋
夏葉亮子
秘書課の女性。髪型はショートカットで、冷たく高貴な印象をあたえる美しい女性。男たちが憧れるような理想的な体型をしている。枕崎に強姦されそうになり、全裸で逃げ出したところを鬼龍と遭遇する。その後、彼の背広を借り、保護された。男たちに輪姦されそうになったが鬼龍に助けられる。その後、「お祓いをして」と言い、鬼龍の精液をねだった。

飯島清美
総務課の女性。小柄で愛らしい見た目をしており、髪型はセミロング。会社の制服のスカート丈をかなり短くして着こなしている。身長は160センチ未満だが、胸やヒップは大きい。好奇心旺盛な性格で、鬼龍に好意を寄せ、積極的なアプローチをする。しかし、亡者の影響により、他の男性社員によってコピー室のなかで制服姿のまま犯されてしまう。その際も鬼龍に気づかれないように必死で喘ぎ声を抑えていたが、結局鬼龍にその姿を見られてしまった。

枕崎
専務。物静かな紳士だったが、亡者に取り憑かれてしまう。

佐々木
人事課長。傲慢な人物で、出向社員である鬼龍に冷たくあたる。亡者に取り憑かれ、控室にいた美人の受付嬢を犯してしまう。

馬場
総務課長。サラリーマンとしては優秀とは言えないが、人間味のある人物で鬼龍にも親切。鬼龍が小梅屋を離れる際も暖かく見送った。

## 書誌情報
1. 『鬼龍』（カドカワノベルス、1994年11月） ISBN 978-4047859012
  - 『鬼龍』（中公文庫、2011年5月）ISBN 978-4122054769
  - 『鬼龍』（角川文庫、2015年3月）ISBN 978-4041029367
2. 『陰陽祓い-鬼龍光一シリーズ』（学研M文庫、2001年7月）ISBN 978-4059000631
  - 『陰陽 祓師・鬼龍光一』（中公文庫、2009年10月）ISBN 978-4122052109
  - 『陰陽 鬼龍光一シリーズ』（角川文庫、2016年1月）ISBN 978-4041033746
3. 『憑物祓い-鬼龍光一シリーズ』（学研M文庫、2003年2月）ISBN 978-4059002277
  - 『憑物 祓師・鬼龍光一』（中公文庫、2009年11月）ISBN 978-4122052369
  - 『憑物 鬼龍光一シリーズ』（角川文庫、2016年3月）ISBN 978-4041033661
4. 『豹変』（KADOKAWA、2015年6月）ISBN 978-4041029596
  - 『豹変』（角川文庫、2018年9月）ISBN 978-4041074305
5. 『呪護』（KADOKAWA、2019年3月）ISBN 978-4041080801
  - 『呪護』（角川文庫、2022年3月）ISBN 978-4041119396
6. 『脈動』（KADOKAWA、2023年6月）ISBN 978-4041123287